# Станево (Минская область)
Станево (бел. Станёва, Станева) — деревня в Червенском районе Минской области Беларуси. Входит в состав Валевачского сельсовета. Население — 9 человек (2013).

## Географическое положение
Находится в 24 километрах от железнодорожной станции Руденск на линии Минск-Осиповичи и в 1 километре от автодороги Минск-Могилёв, в 43 км от Минска.

## История
Впервые упоминается в XV веке как имение на территории Великого княжества Литовского. В 1870 году во владении помещика Миркулевича. Согласно переписи населения Российской империи 1897 года имение в Смиловичской волости Игуменского уезда Минской губернии состояло из одного двора с 27 жителями. Недалеко располагалось урочище Стан, также состоявшее из одного двора с населением 8 человек. В 1908 году в деревне 14 дворов, 85 жителей. С февраля по декабрь 1918 года деревня была оккупирована немцами, с августа 1919 по июль 1920 — поляками. 20 августа 1924 года включена в состав вновь образованного Валевачского сельсовета Смиловичского района Минского округа (с 20 февраля 1938 — Минской области). Согласно переписи населения СССР 1926 года в деревне насчитывалось 23 двора, проживали 94 человека, ещё 4 двора с 13 жителями были на хуторе. Во время Великой Отечественной войны деревня была оккупирована немецко-фашистскими захватчиками в начале июля 1941 года, 7 её жителей погибли на фронтах. Освобождена в июле 1944 года. Вблизи деревни располагается братская могила, где похоронены 2 красноармейца. В 1976 году возле неё был поставлен памятник-обелиск. На 1960 год деревня упоминается под названием Станово, её население составило 92 человека. В 1980-е годы  относилась к совхозу «Искра». По итогам переписи населения Белоруссии 1997 года в деревне насчитывалось 13 дворов и 18 жителей.

## Население
- 1897 — 1 двор, 27 жителей + 1 двор, 8 жителей
- 1908 — 14 дворов, 85 жителей
- 1926 — 23 двора, 94 жителя + 4 двора, 13 жителей
- 1960 — 92 жителя
- 1997 — 13 дворов, 18 жителей
- 2013 — 6 дворов, 9 жителей